# Moja mala vas
Moja mala vas (češko Vesničko má středisková) je češkoslovaški komično-dramski film iz leta 1985, ki ga je režiral Jiří Menzel po scenariju Zdeněka Svěráka. V glavnih vlogah nastopajo János Bán, Marián Labuda, Rudolf Hrušínský, Petr Čepek, Libuše Šafránková in Jan Hartl. Zgodba prikazuje vaškega norčka Otíka (Bán) in njeogov življenje v majhnem mestu.
Film je bil premierno prikazan 1. avgusta 1985 v češkoslovaških kinematografih in je naletel na dobre ocene kritikov. Kot češkoslovaški kandidat je bil nominiran za oskarja za najboljši mednarodni celovečerni film na 59. podelitvi. Na Filmskem festivalu v Montrealu je prejel nagrado ekumenske žirije in posebno nagrado žirije, na Pariškem filmskem festivalu pa nagrado za najboljšo glavno moško vlogo (Bán).

## Vloge
- János Bán kot Otík Rákosník
- Marián Labuda kot Karel Pávek
- Rudolf Hrušínský kot MUDr.Skružný
- Petr Čepek kot Josef Turek
- Libuše Šafránková kot Jana Turková
- Jan Hartl kot inž. Václav Kašpar
- Miloslav Štibich kot Vojtěch Kalina
- Oldřich Vlach kot Jaromír Kunc
- Milada Ježková kot Ludmila Hrabětová
- Zdeněk Svěrák kot slikar Evžen Ryba
- Josef Somr kot direktor Dřevoplecha